# خوسيه عيسى
خوسيه عيسى (بالإسبانية: José Issa)‏ هو لاعب كرة قدم بوليفي في مركز حراسة المرمى، ولد في 28 مايو 1942 في كوتشابامبا في بوليفيا. شارك مع منتخب بوليفيا لكرة القدم. أما مع النوادي، فقد لعب مع نادي خورخي ويلسترمان.